# Mooji
Mooji (właśc. Anthony Paul Moo-Young, ur. 29 stycznia 1954 w Port Antonio na Jamajce) – nauczyciel duchowy, pobierał nauki od Papajiego.

## Życiorys
W 1969 wyemigrował do Londynu, gdzie przez wiele lat pracował jako artysta, a w późniejszym okresie również jako nauczyciel w Brixton College. Mieszka na stałe w Anglii, ale równie często podróżuje po całym świecie nauczając o duchowości. Znany jest z prostoty przekazu oraz radosnego sposobu, w jaki przemawia do słuchaczy.

## Wątki polskie
Mooji nauczał również w Polsce w 2011